# Белградска крепост (Албания)
Вижте пояснителната страница за други значения на Белградска крепост.
Белградската крепост или Белградското кале (албански: Kalaja д Bashtovës) е антична и средновековна крепост, построена върху скалист хълм на левия бряг на река Осум над град Берат в Албания на 214 м надморска височина. Крепостта е достъпна само от юг, откъдето е и подходът към нея.

## История
На мястото е изградено укрепление още около 200 г. пр.н.е. ползвано от римляните.
По време на византийските императори Теодосий II и Юстиниан I също се потягат крепостните укрепления.
Крепостта придобива окончателния си облик по време на Първата българска държава, имайки един основен и още три по-малки входа.
През 13 век епирският деспот Михаил I Комнин, братовчед на византийските императори Алексий III Ангел и Исак II Ангел, също потяга крепостта. След битката при Клокотница крепостта отново влиза в границите на България. По-късно е част от Душановото царство, управлявана от шурея на Душан и брат на Иван Александър и Елена Българска - деспот Иван Асен Шишман Комнин.
За последно крепостта се ползва като фортификационно съоръжение по време на османското владичество.

## Състояние
Днес от Белградската крепост са запазени останки, които са силно повредени. От стените на крепостта към околността на Белград се открива величествена гледка. Сградите във вътрешността на крепостта са построени през 13 век и са архитектурни паметници.
Населението в околността около крепостта е християнско и православно, като в района ѝ се намират руините на около 20 православни черкви. Стоят също така и руините на една джамия, предназначена за молитвен дом на османския гарнизон на крепостта.